# Redwood Creek (comté de Humboldt)
Le Redwood Creek est un fleuve du nord de la Californie. La source est située à environ 1 500 mètres d'altitude dans la cordillère des chaînes côtières du Pacifique et se dirige en direction du nord-ouest pour se déverser dans l’océan Pacifique près de la petite localité d’Orick qui est la seule zone urbanisée dans le bassin du cours d’eau.
L’érosion des sols de la région est assez importante et de nombreux sédiments sont emportés par les eaux. Cette forte concentration en sédiments dans les eaux est néfastes pour les animaux de la rivière. L’érosion est essentiellement causée par l’exploitation forestière qui se produit au niveau du cours supérieur du cours d’eau. La construction de route pour atteindre les zones de coupes amplifie également le phénomène. Le cours d’eau a ainsi vu le déclin de certaines espèces de poisson comme la truite arc-en-ciel et le saumon coho.
Près de l’estuaire, la rivière a été canalisée sur environ 5 km en 1964 par l’United States Army Corps of Engineers afin d’éviter les inondations. Cette modification a causé atteinte à l’écosystème et à la zone de végétation riparienne. Cette zone protégeait de l’érosion et régulait la température de l’eau grâce à l’ombre des arbres.
Une partie importante du bassin du fleuve (41 %) se trouve toutefois protégée au sein du parc national de Redwood et appartient donc à des institutions gouvernementales. Une grande partie du reste de la zone appartient à des privés et en particulier à la compagnie d’exploitation forestière Simpson Timber Company.